# Okres Kremže
Okres Kremže (německy Bezirk Krems) je rakouským okresem ve Waldviertelu, spolkové zemi Dolní Rakousko. Centrem okresu je město Kremže (Krems an der Donau), které však k území okresu nepatří, protože má postavení statutárního města.

## Poloha okresu
Přibližnou osou okresu je řeka Dunaj. Okres obklopuje ze západní, severní a jižní strany statutární město Kremže, ve kterém sídlí jeho úřady. Je to plně vnitrozemský okres, nesousedí s žádnou jinou spolkovou zemí, ani s jiným státem. Na severu sousedí s okresem Horn, na západě s okresem Zwettl, na jihozápadě s okresem Melk, na jihu s okresem St. Pölten, na východě s okresem Tulln a na severovýchodě s okresem Hollabrunn. Vzdálenost ze sídla okresu – města Kremže do zemského hlavního města St. Pölten je asi 30 km.

## Povrch okresu
Skutečné nížiny se v tomto okrese již nevyskytují, nadmořskou výšku pod 200 m má v okrese pouze bezprostřední okolí Dunaje. Přibližně v rovnováze je zastoupení rovin (200–500 m) a různých pahorkatin a vrchovin (nad 500 m) jako např. Dunkelsteiner Wald nad Dunajem. Celé území bez výjimky odvodňuje Dunaj, do něhož na území okresu ústí přítoky jako např. řeka Kremže.

## Poloha
Město leží v údolí Dunaje, na soutoku řeky Kremže a Dunaje, v tzv. Waldviertelu (Lesní čtvrti).

## Historie
První zmínka o Kremži (jako Urbs Cremisia) je z roku 995. Osídlení na území města je však daleko starší. Roku 2005 byl v Kremži nalezen dětský hrob, starý 27 000 let.
Přibližně od roku 1000 se na území města usídlili kupci, na jejichž ochranu zde byl zřízen hrad. Ve středověku byla Kremže důležitým obchodním centrem, především obchodu se solí.
V roce 1645 v období třicetiletých válek město dobyla švédská vojska vojevůdce generála a polního maršála Lennarta Torstensona (1603–1651) při tažení na Vídeň.
Na dnešním území města se nacházel největší hnědouhelný důl Rakousko-Uherska. Roku 1872 byla Kremže napojena na rakouskou železniční síť. Za Třetí říše byla Kremže připojením okolních obcí výrazně zvětšena a formálně se stala metropolí Dolnodunajské župy, v jejímž rámci se z ní stal městský okres. Po druhé světové válce se proto stala statutárním městem.

## Správní členění
Okres Kremže sestává ze 30 obcí z toho 4 města a 20 městysů. V závorkách je uveden počet obyvatel k 1. dubnu 2009.

### Města
- Dürnstein (875)
- Gföhl (3 755)
- Langenlois (7 236)
- Mautern an der Donau (3 400)

### Městysy
- Aggsbach (682)
- Albrechtsberg an der Großen Krems (1 075)
- Furth bei Göttweig (2 780)
- Grafenegg (2 972)
- Hadersdorf-Kammern (weiß) (1 957)
- Krumau am Kamp (777)
- Lengenfeld (1 446)
- Lichtenau im Waldviertel (2 057)
- Maria Laach am Jauerling (944)
- Mühldorf (1 381)
- Paudorf (2 493)
- Rastenfeld (1 429)
- Rossatz-Arnsdorf (1 136)
- Schönberg am Kamp (1 843)
- Senftenberg (1 953)
- Spitz (1 701)
- St. Leonhard am Hornerwald (1 179)
- Straß im Straßertale (1 546)
- Stratzing (807)
- Weißenkirchen in der Wachau (1 444)

### Obce
- Bergern im Dunkelsteinerwald (1 237)

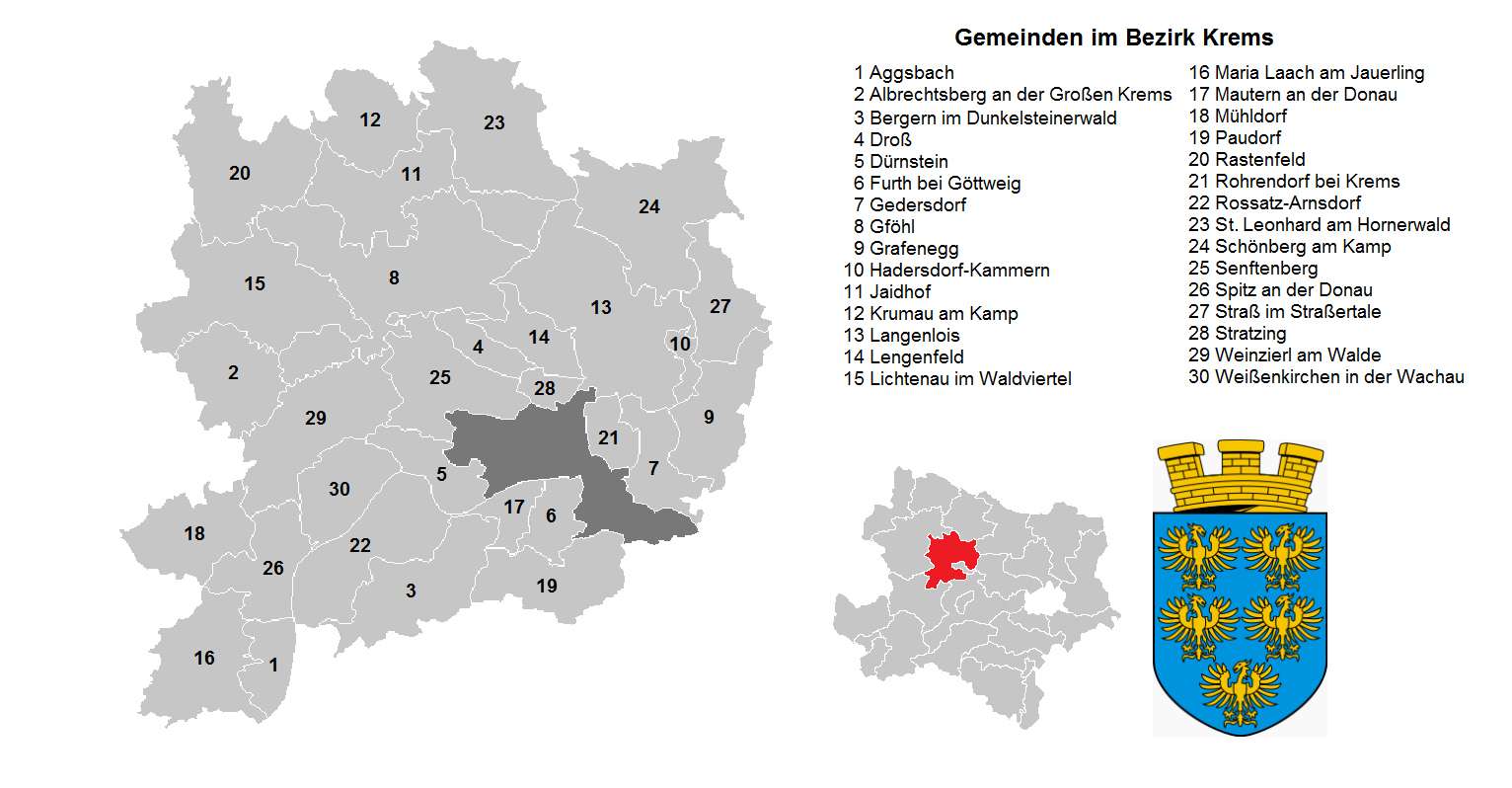
Obce v okrese Kremže

- Droß (877)
- Gedersdorf (2 142)
- Jaidhof (1 163)
- Rohrendorf bei Krems (1 876)
- Weinzierl am Walde (1 276)